# Iriomotemees
De iriomotemees (Sittiparus olivaceus) is een zangvogel uit de familie Paridae (mezen). Op grond van onderzoek uit 2014 is deze vogel afgesplitst van de bonte mees (S. varius).

## Verspreiding en leefgebied
De soort komt voor op het eiland Iriomote (Yaeyama-eilanden, Japan).